# Забалканский проезд
Забалка́нский проезд — проезд во Фрунзенском и Пушкинском районах Санкт-Петербурга. Проходит от Кольцевой автодороги в конце Поселковой улицы до Софийской улицы. Является продолжением Поселковой улицы.

## История
Проезд существует по меньшей мере с 1970-х годов. Его появление, вероятно, связано с постройкой Южной ТЭЦ.
Название Забалканский проезд дано 2 августа 2011 года. Оно связано с тем, что проезд находится за железной дорогой относительно купчинской Балканской улицы.
По состоянию на 2014 год зданий, числящихся по Забалканскому проезду, нет.

## Транспорт
Маршрутов общественного транспорта по этому проезду не проходит. Используется для движения грузового автотранспорта, переходящего с Московского шоссе на Софийскую улицу, реже в обратном направлении, а также проезда легковых автомобилей к многочисленным гаражным кооперативам. Дорожное покрытие разбито, местами очень сильно.

## Пересечения
- Софийская улица
- Поселковая улица